# Ypsolopha manella
Ypsolopha manella là một loài bướm đêm thuộc họ Ypsolophidae. Loài này có ở Hoa Kỳ, bao gồm Utah và California.